# Манас (философия)
Ма́нас (от санскр. man — «думать», «знать», «рассматривать»; manas — «душа», «ум», «разум») — понятие индийской философии и психологии, меняющее оттенки значения в зависимости от системы философии (даршаны), однако в целом означающее: ум, рассудок, рацио, мыслительная способность, инструмент мышления, иногда сам по себе бессознательный (большинство школ включало манас в число индрий, «способностей», в качестве их координатора). Манас часто понимается как «невысший», эмпирический ум, в отличие, например, от буддхи (интеллекта).

## Основные функции
Главными функциями манаса являются:
- координация данных органов чувств (джнянендрий) и создание на их основе единого представления о мире[4];
- восприятие внутренних состояний психики — манаса пратьякша («внутреннее чувство»)[3][5];
- руководство органами действия (кармендриями) в выполнении решения воли;
- вообще, посредническая роль[6] между витально-физической сферой и той частью сознания, которая в данной системе философии считается высшей (или более высокой).

Манас, таким образом, является органом и познания, и действия.
В своей роли посредника манас уподобляется «привратнику» (в то время как чувства — «дверям»).

## Манас в различных системах индийской философии
В системах ньяя и вайшешика манас — инструмент мышления бесконечной души (Атмана). Манас является одним из девяти видов субстанции, он атомарный, вечный, невоспринимаемый и сам способен иметь не более одного восприятия одновременно.
В системах санкхья и йога манас, напротив, невечен, состоит из частей и способен к нескольким одновременным восприятиям. Манас является одной из трёх составляющих внутреннего органа — антахкараны — наряду с буддхи (высшим интеллектом и волей) и ахамкарой (чувством индивидуального «эго»).
В адвайта-веданте манас, также являющийся частью антахкараны, входит в состав так называемого тонкого тела — линга-шариры или сукшма-шариры.

В буддизме манас (пали mano; тиб. thugs, yid) — ум, ментальность, разум, рассудок, мышление; механизм мысли, порождающий её. Буддолог А. В. Парибок отмечал, что термин «манас» означает одновременно ум и внимание: чтобы ум мог развернуться и начать оперировать, необходимо внимание. В раннем буддизме произошёл отказ от антропоцентричной индоиранской религиозной мифологии и этноцентрических свойств добуддийской философии. Также произошёл переход к идее некого «живого существа», независимо от его статуса — человеческого, божественного, животного. И понятие «манас» подверглось «деантропологизации»: «демифологизации, декультурализации, деэтнизации и даже дегуманизации». Ум стал рассматриваться и анализироваться как «нечто», «чей угодно», не обязательно как человеческий. В никаях манас часто выступает как мотивация и волеизъявление в настоящем либо понимается как проявление тенденции, заложенной мотивацией прошлых деяний. В Абхидхарме манас рассматривается как шестой орган чувств (индрия), воспринимающий объекты ума. По Васубандху, манас — ментальный орган чувств особого вида (манендрия), генерирующий функцию, результатом которой выступают когниции. То, что воспринято шестью классами сознания (зрительным, слуховым, обонятельным, телесным, вкусовым, ментальным) в непосредственно предшествующий момент, познается в настоящем манасом, служащим опорой для ментального сознания. Таким образом, если пяти классам чувственного сознания служат опорой пять органов чувств, то шестой класс ментального сознания (мановиджняна) не имеет иной опоры, кроме самого себя.
«Любой из шести [видов] сознания (vijñāna), [ставший] прошлым, есть разум (manas).» Абхидхармакоша (I, 17)
В буддийской школе йогачара манас связан с мановиджняной («умственным» сознанием) и клиштаманасом («омрачённым» манасом, аналогом ахамкары) — шестым и седьмым из восьми видов сознания-виджняны, наряду с пятью чувственными восприятиями и алая-виджняной (источником всех видов сознания).